# Hedma
Hedma is een geslacht van vlinders van de familie tastermotten (Gelechiidae).

## Soorten
- H. abzacella Dumont, 1932
- H. iranica (Povolny, 1976)
- H. klimeschi (Povolny, 1972)
- H. maculata (Povolný, 1978)
- H. melongenae (Povolny & Bradley, 1980)
- H. microcasis (Meyrick, 1929)
- H. rhamnifoliae (Amsel & Hering, 1931)